# Данило Окийченко
Данило Окийченко (справжнє ім'я Яків Олександрович Вознюк; 4 листопада 1916 — 13 лютого 2003) — український письменник.

## Біографія
Данило Окийченко народився у селі Андрієвичі Сербівської волості Новоград-Волинського повіту Волинської губернії (нині Ємільчинський район Житомирської області) 4 листопада 1916 року в багатодітній селянській родині Вознюків Олександра Йосиповича (1874—1928) та Єлизавети Григорівни (1874—1955). У Данила Окийченка було дев'ять братів і три сестри. З раннього дитинства був пастушком, навчався в місцевій початковій школі. Закінчив семирічку в Бараші Ємільчинського району та Білоцький сільськогосподарський технікум.
У шістнадцять років Данило Окийченко розпочав свій трудовий шлях учителем. Викладав природознавство та географію у маленькому поліському селі Нитине Ємільчинського району Житомирської області, згодом продовжив в селі Шекеринці Ізяславського району Хмельницької області.
У 1934-1939 навчався на біологічному факультеті заочного відділення Черкаського педагогічного інституту (нині Черкаський національний університет імені Богдана Хмельницького). В цей час працює у школах Кам'янського та Смілянського районів Черкаської області.
Восени 1939 був призваний на військову службу в Червону Армію. Під час проходження служби навчається в Львівсько-Кіровському офіцерському училищі (зараз Львівське вище військово-політичне училище), який закінчує у червні 1941.
У липні 1941 року був призначений начальником розвідки 945 стрілецького полку 262 стрілецької дивізії (місто Овруч Житомирської області). Під час Другої світової війни брав участь у боях на Північно-Західному фронті, зазнав важкого поранення в груди. Був нагороджений орденами Вітчизняної війни першого та другого ступенів, медалями. Четверо його братів загинули на фронтах.
У 1947 році Яків Олександрович демобілізувався з лав армії і відтоді постійно жив у Житомирі. У Житомирі продовжує педагогічну діяльність на посадах завідувача Житомирського районного відділу народної освіти, директором Вересівської семирічної школи. У 1949 році заочно закінчив історичний факультет Житомирського педагогічного інституту (нині Житомирський державний університет імені Івана Франка).
У 1950-1961 роках завідував відділом культури і шкіл редакції газети «Радянська Житомирщина» (зараз «Житомирщина»).
З вересня 1961 по квітень 1964 року працював старшим редактором Київського обласного книжково-газетного видавництва. З 1964 по 1969 рік очолює газетно-видавничий відділ Житомирського обласного управління по пресі.
У жовтні 1965 року Данила Окийченка було прийнято у члени Спілки письменників України.
Вийшовши на пенсію, Яків Олександрович цілком віддався творчій та громадській роботі.

## Літературна творчість
Перші нариси і вірші Я. О. Вознюк опублікував у 1935—1936 роках у Кам'янській районній газеті (нині Черкаська область).
Вперше ім'я Данило Окийченко, яким підписував він свої публікації — прозові та віршовані гуморески і фейлетони, з'явилось на сторінках газети «Радянська Житомирщина» у 1951 році. Також протягом довгого часу Окийченко пише для сатиричної сторінки «Поліська терниця» газети «Радянська Житомирщина».
У 1960 році вийшла перша книга Данила Окийченка ― повість для дітей «Перші кроки Миколки Підберезного». У повісті описуються події Першої світової та громадянської воєн, складні і суперечливі обставини життя в глухому поліському селі.
У 1965 виходить збірка гуморесок «Од села до села», в якій описані кумедні історії з сільського життя. У збірках «Оленчине щастя» (1970) і «Сталевий кубок» (1974) порушуються проблеми освіти, виховання дітей, але більшість оповідань — про воєнні події. Їхні герої — звичайні скромні бійці, які навіть в складних обставинах залишаються добрими і чуйними людьми.
У 1966 р. переклав українською мовою оповідання про В.  Леніна «Крізь льодяну імлу» З. Воскресенської.  У доробку перекладацької діяльності Данила Окийченка — ряд п'єс, які були поставлені українською мовою на сцені Житомирського обласного музично-драматичного театру (нині Житомирський обласний український музично-драматичний театр імені Івана Кочерги). Це п'єси російського письменника Леоніда Рудого ― «Днів тих не змовкне слава», «Надхмарний замок», а також п'єса класика англійської літератури Генрі Філдінга ― «Монах-спокусник, або Викритий єзуїт».
На сцені Житомирського лялькового театру (нині Житомирський академічний обласний театр ляльок) ставилась українською мовою п'єса Тетяни Габбе «Місто майстрів, або Казка про двох горбанів» в перекладі Данила Окийченка.

## Твори
- Окийченко Д. Перші кроки Миколки Підберезного: повість / Я. О. Вознюк ; худож. Ф. Глущук. — Київ: Дитвидав, 1960. — 235 с. : іл.
- Окийченко Д. Од села до села: гуморески / Я. О. Вознюк. — Київ: Радянський письменник, 1965. — 151 с.
- Окийченко Д. Оленчине щастя: оповідання / Я. О. Вознюк. — Київ: Радянський письменник, 1970. — 131 с.
- Окийченко Д. Сталевий кубок: повість. Оповідання / Я. О. Вознюк. — Київ: Радянський письменник, 1974. — 115 с. Я. О. Вознюк ; мал. М. Богданця. — Київ: Веселка, 1976. — 312 с. : іл.
- Окийченко Д. Комедії з решета: [оповідання] / Я. О. Вознюк // Поліські луни: репертуар. зб. / Житомир. обл. будинок нар. творчості. — Київ: Мистецтво, 1969. — С. 132—134.
- Окийченко Д. Перші кроки Миколки Підберезного: уривок з повісті / Д. Окийченко // Письменники Житомирщини. Кн. 1. — Житомир: Пасічник М. П., 2010. — С. 381—382. — ISBN 978-966-2936-48-3.

### Переклади
- З. Воскресенська. «Крізь льодяну імлу» /  перекл. з рос. Д. Окийченка — К. : Веселка, 1966 — 160 с.